# Папе снова 17
«Папе снова 17» (англ. 17 Again, 2009) — американская кинокомедия режиссёра Бёрра Стирса о попытке исправить ошибки молодости.
Слоган фильма: «Who says you’re only young once?» (Кто сказал, что ты только однажды молодой?); в российском прокате — «Кто сказал, что молодость уходит?»

## Сюжет
Майку О’Доннеллу (Мэттью Перри) — тридцать семь, а кажется, что жизнь состоит из одних неудач: на работе повышения получают другие, жена Скарлет (Лесли Манн) подала на развод, собственные дети — Мэгги (Мишель Трахтенберг) и Алекс (Стерлинг Найт) — не желают даже поговорить с отцом, жить приходится у школьного друга Нэда (Томас Леннон), который был недотёпой в школе, а теперь стал программистом. И вдруг происходит чудо: после странного инцидента Майк обнаруживает себя семнадцатилетним!
С трудом убедив друга Нэда, что молодой паренёк (Зак Эфрон) — это он, Майк О’Доннелл решает поменять свою жизнь и помочь своим детям. Для этого он уговаривает Нэда устроить его в школу, где когда-то учились они сами, а теперь учатся дети Майка. И начинает действовать по-другому.

## В ролях
| Актёр              | Роль                                   |
| ------------------ | -------------------------------------- |
| Зак Эфрон          | Майк О’Доннелл семнадцатилетний        |
| Мэттью Перри       | Майк О’Доннелл в 37 лет                |
| Эллисон Миллер     | Скарлет Молодая Скарлет, девушка Майка |
| Лесли Манн         | Скарлет О’Доннелл жена Майка           |
| Томас Леннон       | Нэд Голд лучший друг Майка             |
| Мишель Трахтенберг | Мэгги О’Доннелл дочь Майка             |
| Стерлинг Найт      | Алекс О’Доннелл сын Майка              |
| Адам Грегори       | Дом                                    |
| Хантер Пэрриш      | Стен капитан баскетбольной команды     |
| Мелора Хардин      | Джейн Мастерсон директор школы         |
| Брайан Дойл-Мюррей | школьный уборщик                       |
| Джози Лорен        | Николь капитан команды поддержки       |
| Джим Гэффиган      | тренер Мёрфи                           |
| Коллетт Вульф      | Венди коллега Майка                    |
| Томми Дьюи         | Роджер босс Майка                      |
| Лорна Скотт        | секретарь директора школы              |
| Николь Салливан    | Нэйоми подруга Скарлетт                |
| Маргарет Чо        | миссис Дэлл                            |

## Съёмочная группа и производство
- Режиссёр: Бёрр Стирс (Burr Steers)
- Сценарист: Джейсон Филарди (Jason Filardi)
- Продюсеры: Дженнифер Гибгот (Jennifer Gibgot) и Адам Шэнкмэн (Adam Shankman)
- Оператор: Тим Сурстедт (Tim Suhrstedt)
- Композитор: Ролф Кент (Rolfe Kent)
- Монтаж: Пэдрайк МакКинли (Padraic McKinley)
- Художник-постановщик: Гаррет Стоувер (Garreth Stover)
- Подбор актёров: Лайза Бич (Lisa Beach) и Сара Кацман (Sarah Katzman)
- Художник по костюмам: Памела Уизерс-Хилтон (Pamela Withers-Chilton)

Производство «Offspring Entertainment», прокат «New Line Cinema». Премьера фильма состоялась 11 марта 2009 года в Сиднее (Австралия), выход в широкий прокат — 9 (Австралия) и 10 (Великобритания) апреля. В России премьера состоялась 28 мая 2009 года («Каро-Премьер»).
Выход фильма на DVD был 28 июля 2009 года.

## Музыкальный диск (саундтрек)
Диск с музыкальным сопровождением фильма (саундтреком) был выпущен 21 апреля 2009 года.
1. «On My Own» (Vincent Vincent и The Villains)
2. «Can’t Say No» (The Helio Sequence)
3. «L.E.S. Artistes» (Santogold)
4. «Naive» (The Kooks)
5. «This is Love» (Toby Lightman)
6. «You Really Wake Up the Love in Me» (The Duke Spirit)
7. «The Greatest» (Cat Power)
8. «Rich Girls» (The Virgins)
9. «This is for Real» (Motion City Soundtrack)
10. «Drop» (Ying Yang Twins)
11. «Cherish» (Kool & The Gang)
12. «Bust a Move» (Young MC)
13. «Danger Zone» (Kenny Loggins из Top Gun)

## Русскоязычный дубляж
Режиссёр дубляжа: Александр Рахленко
Роли озвучивали:
- Евгений Стычкин — Майк О’Доннелл в молодости
- Ирина Линдт — Скарлетт О’Доннелл
- Вячеслав Гришечкин — Нед Голд
- Александр Рахленко — Майк О’Доннелл в зрелости
- Пётр Иващенко — Стэн
- Светлана Антонова — директор Джейн Мастерсон